# Georg Adlers
Georg Adlers, född 23 april 1885 i Elserud, Strängnäs, död 1953 i Malmköping, var en svensk konsthantverkare.
Han var son till fanjunkaren A.P. Adlers och Matilda Hagström. Adlers studerade först vid Tekniska skolan och tog därefter anställning som ritare vid ett arkitektkontor. Han studerade konst vid Högre konstindustriella skolan samt vid Althins målarskola och Edward Berggrens målarskola i Stockholm. Han medverkade i ett stort antal samlingsutställningar i Strängnäs och övriga Sverige. Hans konst består av ciselerade arbeten i metall, grafiska blad, porträtt och djur i terräng. För fajanstillverkning har han utfört modeller.